# Sarax sangkulirangensis
Espèce
Sarax sangkulirangensis est une espèce d'amblypyges de la famille des Charinidae.

## Distribution
Cette espèce est endémique du Kalimantan oriental en Indonésie,. Elle se rencontre dans le karst de Sangkulirang-Mangkalihat à Tabalar Ulu dans la grotte Gua Ke, à Merapun dans la grotte Gua Danum Tengen, à  Tabalar dans la grotte Gua Louwading et à Pengadan dans la grotte Gua Ampanas.

## Description
La femelle holotype mesure 9,85 mm et les mâles de 5,94 à 7,01 mm.
La carapace des spécimens décrits par Miranda, Giupponi, Prendini et Scharff en 2021 mesure en moyenne  3,63 mm de long sur 5,28.

## Étymologie
Son nom d'espèce, composé de sangkulirang et du suffixe latin -ensis, « qui vit dans, qui habite », lui a été donné en référence au lieu de sa découverte, le karst de Sangkulirang-Mangkalihat.

## Publication originale
- Rahmadi, Harvey & Kojima, 2010 : « Whip spiders of the genus Sarax Simon 1892 (Amblypygi: Charinidae) from Borneo Island. » Zootaxa, no 2612, p. 1-21.